# Coppa CEMAC 2009
La Coppa CEMAC 2009 (2009 CEMAC Cup) fu la sesta edizione della Coppa CEMAC, competizione calcistica per nazione organizzata dalla UNIFFAC. La competizione si svolse in Camerun dal 1 dicembre al 13 dicembre 2009 e vide la partecipazione di sei squadre: Camerun, Ciad, Gabon, Guinea Equatoriale, Rep. Centrafricana e Rep. del Congo.

## Formula
- Qualificazioni

Nessuna fase di qualificazione. Le squadre sono qualificate direttamente alla fase finale.
- Fase finale

Fase a gruppi - 6 squadre, divise in due gruppi da tre squadre, giocano partite di sola andata. Le prime due classificate si qualificano per la fase a eliminazione diretta.
Fase a eliminazione diretta - 4 squadre, giocano partite di sola andata. La vincente si laurea campione CEMAC.

## Squadre partecipanti
| Pr. | Squadra            | Data di qualificazione certa | Partecipante in quanto | Partecipazioni precedenti al torneo | Ultima presenza |
| --- | ------------------ | ---------------------------- | ---------------------- | ----------------------------------- | --------------- |
| 1   | Camerun            | -                            | Qualificata di diritto | 5 (2003, 2005, 2006, 2007, 2008)    | Camerun 2008    |
| 2   | Ciad               | -                            | Qualificata di diritto | 5 (2003, 2005, 2006, 2007, 2008)    | Camerun 2008    |
| 3   | Rep. del Congo     | -                            | Qualificata di diritto | 5 (2003, 2005, 2006, 2007, 2008)    | Camerun 2008    |
| 4   | Gabon              | -                            | Qualificata di diritto | 5 (2003, 2005, 2006, 2007, 2008)    | Camerun 2008    |
| 5   | Guinea Equatoriale | -                            | Qualificata di diritto | 5 (2003, 2005, 2006, 2007, 2008)    | Camerun 2008    |
| 6   | Rep. Centrafricana | -                            | Qualificata di diritto | 5 (2003, 2005, 2006, 2007, 2008)    | Camerun 2008    |

Nella sezione "partecipazioni precedenti al torneo", le date in grassetto indicano che la nazione ha vinto quella edizione del torneo, mentre le date in corsivo indicano la nazione ospitante.

## Fase finale

### Fase a gruppi

#### Gruppo A

##### Classifica
| Pos | Squadra            | P.ti | G | V | N | P | GF | GS | DR |
| --- | ------------------ | ---- | - | - | - | - | -- | -- | -- |
| 1   | Rep. Centrafricana | 6    | 2 | 2 | 0 | 0 | 3  | 0  | +3 |
| 2   | Guinea Equatoriale | 1    | 2 | 0 | 1 | 1 | 2  | 3  | -1 |
| 3   | Rep. del Congo     | 1    | 2 | 0 | 1 | 1 | 2  | 4  | -2 |

##### Risultati
| Bangui 1 dicembre 2009                       | Rep. Centrafricana | 1 – 0 | Guinea Equatoriale | Stadio Barthélemy Boganda |
| \| \| \| \| \| Dertin 47’ \| Marcatori \| \| |                    |       |                    |                           |
|                                              |                    |       |                    |                           |
| Dertin 47’                                   | Marcatori          |       |                    |                           |

| Bangui 3 dicembre 2009                                                                        | Rep. del Congo | 2 – 2                          | Guinea Equatoriale | Stadio Barthélemy Boganda |
| \| \| \| \| \| Kouyou 28’ Akoli 90+’ (rig.) \| Marcatori \| 41’ (rig.) Ekedo 83’ E. Essono \| |                |                                |                    |                           |
|                                                                                               |                |                                |                    |                           |
| Kouyou 28’ Akoli 90+’ (rig.)                                                                  | Marcatori      | 41’ (rig.) Ekedo 83’ E. Essono |                    |                           |

| Bangui 5 dicembre 2009                                    | Rep. Centrafricana | 2 – 0 | Rep. del Congo | Stadio Barthélemy Boganda |
| \| \| \| \| \| Kémo 7’ Momi 87’ (rig.) \| Marcatori \| \| |                    |       |                |                           |
|                                                           |                    |       |                |                           |
| Kémo 7’ Momi 87’ (rig.)                                   | Marcatori          |       |                |                           |

#### Gruppo B

##### Classifica
| Pos | Squadra | P.ti | G | V | N | P | GF | GS | DR |
| --- | ------- | ---- | - | - | - | - | -- | -- | -- |
| 1   | Ciad    | 3    | 2 | 1 | 0 | 1 | 4  | 4  | 0  |
| 2   | Gabon   | 3    | 2 | 1 | 0 | 1 | 4  | 4  | 0  |
| 3   | Camerun | 3    | 2 | 1 | 0 | 1 | 1  | 1  | 0  |

##### Risultati
| Bangui 2 dicembre 2009                      | Camerun   | 1 – 0 | Ciad | Stadio Barthélemy Boganda |
| \| \| \| \| \| Agbor 38’ \| Marcatori \| \| |           |       |      |                           |
|                                             |           |       |      |                           |
| Agbor 38’                                   | Marcatori |       |      |                           |

| Bangui 4 dicembre 2009 | Ciad      | 4 – 3                             | Gabon | Stadio Barthélemy Boganda |
| \| \| \| \| \| Medego 40’ M. D. Karim 57’ Y. Karim 69’ N. L. Karim 91’ \| Marcatori \| 28’, 33’ D. Essono 76’ Légoualama \| |           |                                   |       |                           |
| |           |                                   |       |                           |
| Medego 40’ M. D. Karim 57’ Y. Karim 69’ N. L. Karim 91’                                                                     | Marcatori | 28’, 33’ D. Essono 76’ Légoualama |       |                           |

| Bangui 6 dicembre 2009                             | Gabon     | 1 – 0 | Camerun | Stadio Barthélemy Boganda |
| \| \| \| \| \| Ngamé Essono 53’ \| Marcatori \| \| |           |       |         |                           |
|                                                    |           |       |         |                           |
| Ngamé Essono 53’                                   | Marcatori |       |         |                           |

### Fase a eliminazione diretta

#### Tabellone
|  | Semifinali         | Semifinali         | Semifinali         |                    |                    | Finale             | Finale          | Finale          |  |
|  |                    |                    |                    |                    |                    |                    |                 |                 |  |
|  | Rep. Centrafricana | Rep. Centrafricana | 2                  |                    |                    |                    |                 |                 |  |
|  | Rep. Centrafricana | Rep. Centrafricana | 2                  |                    |                    |                    |                 |                 |  |
|  | Gabon              | Gabon              | 1                  |                    |                    |                    |                 |                 |  |
|  | Gabon              | Gabon              | 1                  |                    | Rep. Centrafricana | Rep. Centrafricana | 3               |                 |  |
|  |                    |                    |                    |                    | Rep. Centrafricana | Rep. Centrafricana | 3               |                 |  |
|  |                    |                    | Guinea Equatoriale | Guinea Equatoriale | 0                  |                    |                 |                 |  |
|  | Ciad               | Ciad               | Guinea Equatoriale | Guinea Equatoriale | 0                  | 0                  |                 |                 |  |
|  | Ciad               | Ciad               |                    |                    |                    | 0                  |                 |                 |  |
|  | Guinea Equatoriale | Guinea Equatoriale | 1                  |                    |                    | Finale 3º posto    | Finale 3º posto | Finale 3º posto |  |
|  | Guinea Equatoriale | Guinea Equatoriale | 1                  |                    |                    |                    |                 |                 |  |
|  |                    |                    |                    |                    |                    |                    |                 |                 |  |
|  |                    |                    |                    |                    |                    | Gabon              | Gabon           | 1               |  |
|  |                    |                    |                    |                    |                    | Gabon              | Gabon           | 1               |  |
|  |                    |                    |                    |                    |                    | Ciad               | Ciad            | 2               |  |

#### Semifinali
| Bangui 9 dicembre 2009                                        | Rep. Centrafricana | 2 – 1          | Gabon | Stadio Barthélemy Boganda |
| \| \| \| \| \| Momi 3’, 39’ \| Marcatori \| 13’ Légoualama \| |                    |                |       |                           |
|                                                               |                    |                |       |                           |
| Momi 3’, 39’                                                  | Marcatori          | 13’ Légoualama |       |                           |

| Bangui 10 dicembre 2009                      | Ciad      | 0 – 1      | Guinea Equatoriale | Stadio Barthélemy Boganda |
| \| \| \| \| \| \| Marcatori \| 62’ Mpondo \| |           |            |                    |                           |
|                                              |           |            |                    |                           |
|                                              | Marcatori | 62’ Mpondo |                    |                           |

#### Finale 3º posto
| Bangui 12 dicembre 2009                                                          | Ciad      | 2 – 1             | Gabon | Stadio Barthélemy Boganda |
| \| \| \| \| \| Y. Karim 32’ M. D. Karim 79’ \| Marcatori \| 23’ (rig.) Mangué \| |           |                   |       |                           |
|                                                                                  |           |                   |       |                           |
| Y. Karim 32’ M. D. Karim 79’                                                     | Marcatori | 23’ (rig.) Mangué |       |                           |

#### Finale
| Bangui 13 dicembre 2009                                  | Rep. Centrafricana | 3 – 0 | Guinea Equatoriale |  |
| \| \| \| \| \| Kéïta 2’ Momi 12’, 86’ \| Marcatori \| \| |                    |       |                    |  |
|                                                          |                    |       |                    |  |
| Kéïta 2’ Momi 12’, 86’                                   | Marcatori          |       |                    |  |

## Statistiche

### Classifica marcatori
5 reti
- Hilaire Momi

2 reti
- Max Dany Karim
- Yaya Karim
- Daniel Essono
- John Légoualama

1 rete
- Kelvin Agbor
- Ahmed Evariste Medego
- Nam Leger Karim
- Esso Mangué
- Geoffroy Ngamé Essono
- Daniel Ekedo
- Emmanuel Essono
- Landri Mpondo

- Amorese Dertin
- Salif Kéïta
- Ferdinand Kémo
- José Princel Kouyou
- Durel Akoli